# امیل آنژل
امیل آنژل (فرانسوی: Émile Engel‎; ۵ آوریل ۱۸۸۹ – ۱۴ سپتامبر ۱۹۱۴) دوچرخه‌سوار اهل فرانسه بود.